# آئینا کلوتت
آئینا کلوتت (اسپانیایی: Aina Clotet‎؛ زادهٔ ۲۳ سپتامبر ۱۹۸۲) خواننده و کارگردان نمایش اهل اسپانیا است. وی در سال ۲۰۱۰ برندهٔ جایزهٔ سان جوردی و در سال ۲۰۱۵ نامزد دریافت جایزه گائودی شد.
از فیلم‌ها یا برنامه‌های تلویزیونی که وی در آن نقش داشته‌است، می‌توان به دردسر قریب‌الوقوع، ایه‌رو و سراب اشاره کرد.